# Изяслав I
Изяслав I Ярославич е велик княз на Киевска Рус (1054 – 1068, 1069 – 1973 и 1077 – 1078), втори син на Ярослав I Мъдри. Управлението му е прекъсвано на два пъти, когато велик княз става първо Всеслав, а след това братът на Изяслав, Светослав II. След него поста заемат друг негов брат, Всеволод I и синът му Святополк II.

## Биография
Изяслав Ярославич е втори син на Ярослав Мъдри и Ингегерд Олофсдотер. В младежка възраст той получава управлението на Туров. През 1043, в рамките на мирния договор между Киевска Рус и Полша, се жени за Гертруда, сестра на полския крал Кажимеж I. От този брак се ражда синът му Ярополк Изяслявич. Другият му син, бъдещият велик княз Святополк II, е извънбрачен.
Великият княз Ярослав I умира през 1054 и, тъй като първият му син Владимир умира преди него, е наследен от Изяслав. В резултат на бунт, през 1068 той е свален и бяга в Полша. През 1069 си връща Киев с помощта на полски войски. През 1073 отново е прогонен от братята си, а през 1077 за трети път заема трона. През 1078 е убит по време на поредната междуособна война с племенниците си Олег Светославич и Борис Вячеславич.